# Аграт бат Махлат
Аграт бат-Махлат (ивр. אגרת בת מחלת‎ — «Аграт дочь Махлат»), иногда Аграт или Играт — демонесса в еврейской мифологии. В каббалистической литературе она одна из четырех верховных суккубов, совокуплявшихся с Самаэлем, — прародительниц демонов, наряду с Лилит, Наамой и Айшет[уточнить]. Она носится по воздуху в колеснице; её свиту составляют десятки тысяч (по разным источникам, до 180 тысяч) ангелов гнева. Иногда она отождествляется с Лилит.
По раввинистической литературе (в частности — «Ялкут Хадаш» XVII века), она выходит два раза в неделю в ночь на среду и ночь на субботу. В эти моменты у неё есть право вредить людям.
Предположительно, ночи на среду и субботу — это ночи, в которые дороги пустынны больше, чем в другие дни недели, поскольку накануне субботы (шаббат) правоверные евреи готовятся к святому дню.
Что же касается ночи на среду, то во времена Талмуда это была самая безлюдная ночь недели — базары устраивали по понедельникам и четвергам. А значит, крестьяне со своим товаром отправлялись в города в ночи на понедельник и четверг. Если они задерживались в городе, то возвращались ночью на вторник и на пятницу.
В отличие от прочих суккубов, Аграт бат-Махлат никого соблазнить не пытается, а появляется только в случаях неправедного поведения людей в сексуальной сфере.
По некоторым каббалистическим источникам и по школе испанского раввина Шломо бен Адерет Аграт родила царя демонов Асмодея от царя Давида.

## Происхождение
Происхождение Аграт бат-Махлат в древних источниках не рассматривается.
Единственный источник о её происхождении приведен в книге «Кетем Паз» («Червонное золото», 1570), и там говорится:

"В древности в Египте жил один человек, большой знаток всего, что касается колдовства. Как-то в пустыне он наткнулся на пещеру, а в ней лежала древняя книжка, в которой было приведено множество колдовских рецептов. И стал он их изучать, и стал вести себя в соответствии с этими рецептами, так что стал величайшим колдуном на всей земле, даже ни один египетский колдун не мог с ним сравниться. А у него была дочь, которую он обучил всем колдовским наукам.
Когда сын Авраама Измаил стал жить в пустыне Паран, то мать нашла ему жену египтянку. Вот этой египтянкой и была та самая колдунья, дочь колдуна.
Она соблазнила Измаила на всяческие штучки, и ввела его в заблуждение, пока к ним в гости не приехал
Авраам и не уговорил Измаила расстаться с ней.
Будучи беременной, она ушла в пустыню и родила прекрасную женщину. Не было красавицы подобной ей.
А той частью пустыни владел черт по имени Игертиэль. Влюбился он в неё, и от той любви родилась дочь,
в честь отца названная Аграт. Это и есть Аграт бат Махлат, дочь Измаила,
которая передвигается в сопровождении свиты в сто восемьдесят тысяч ангелов гнева
— «Кетем паз» Шимон Лави (ибн Лави), раввин из Триполи